# Donax scortum
Donax scortum is een tweekleppigensoort uit de familie Donacidae. De wetenschappelijke naam werd in 1758 gepubliceerd door Carl Linnaeus in de tiende editie van Systema naturae.